# Eurystomina paralittorale
Eurystomina paralittorale är en rundmaskart. Eurystomina paralittorale ingår i släktet Eurystomina och familjen Eurystominidae. Inga underarter finns listade i Catalogue of Life.